# María Martín
María Martín Rodríguez (León, 26 de mayo de 1970) es una ex gimnasta rítmica española que compitió en la selección nacional de gimnasia rítmica de España, siendo 20.ª en los Juegos Olímpicos de Seúl 1988. Fue campeona de España en categoría de honor los años 1987 y 1988. 
En 2008 el «Pabellón María Martín» de Segovia fue bautizado en su honor. En la actualidad es Doctora en Ciencias de la Actividad Física y del Deporte y profesora de varias asignaturas en el INEF de la Universidad Politécnica de Madrid. Ha colaborado habitualmente como comentarista de las competiciones de gimnasia rítmica junto a Paloma del Río, como los Mundiales de 1995 y 1996 o los Europeos de 2013, 2017 y 2019, entre otras muchas.

## Biografía deportiva

### Inicios
Nacida en León el 26 de mayo de 1970, se formó en el Club Moscardó de Madrid a las órdenes de Goyita Postigo.

### Etapa en la selección nacional
En 1986, Emilia Boneva la escogió para entrar en la selección nacional de gimnasia rítmica de España en modalidad individual. Ese mismo año logró el puesto 24 en el Campeonato Europeo de Florencia, y un año después fue 18.ª en el Campeonato Mundial de Varna. En 1988 fue 11.ª en el Campeonato Europeo de Helsinki, donde fue además 6.ª en la final de cinta. Ese mismo año participó en los Juegos Olímpicos de Seúl en 1988, siendo la representante española de gimnasia rítmica junto a Maisa Lloret. En los mismos, tras ser 16.ª en los preliminares, acabó finalmente en 20.ª posición.
Además, en 1986 fue en Orense subcampeona de España en categoría de honor por detrás de Montse Manzanares, y campeona de España en categoría de honor los años 1987 y 1988, en sendos campeonatos celebrados en Palma de Mallorca y Lloret de Mar respectivamente, quedando en ambos por delante de Maisa Lloret y Ana Bautista.

### Retirada de la gimnasia
Se retiró tras los Juegos Olímpicos de Seúl 1988, teniendo que operarse el menisco posteriormente, el cual tenía roto desde antes de los Juegos. Aunque inicialmente no se le había otorgado plaza ese año para estudiar en el INEF, finalmente intervino el Consejo Superior de Deportes para que los deportistas olímpicos que habían estado en Seúl pudieran obtener plaza en dicha carrera. En la actualidad es Doctora en Ciencias de la Actividad Física y del Deporte y profesora de varias asignaturas en el INEF de la Universidad Politécnica de Madrid.
El 15 de febrero de 2008 fue inaugurado el «Pabellón María Martín» de Segovia, bautizado así en su honor. En 2009 fue nombrada Mujer del Año por el Casino de la Unión (Segovia). En 2011 fue elegida como directora del Consejo Asesor de Segovia 2020, destinado a que la ciudad fuera subsede olímpica en la candidatura de Madrid a los Juegos Olímpicos de 2020. En 2016 se le concedió el Premio Matahombres de Oro, el cual le fue otorgado en las fiestas de Santa Águeda de la localidad de Zamarramala (Segovia). Además, María Martín ha colaborado habitualmente como comentarista de las competiciones de gimnasia rítmica junto a Paloma del Río, como el Campeonato Mundial de Viena (1995), el Campeonato Mundial de Budapest (1996), el Campeonato Europeo de Viena (2013), el Campeonato Europeo de Budapest (2017), el Campeonato Europeo de Bakú (2019) o el Campeonato Mundial de Bakú (2019), así como la Gala Homenaje a Carolina Rodríguez (2017) junto a Javier Mardones.
El 16 de noviembre de 2019, con motivo del fallecimiento de Emilia Boneva, unas 70 exgimnastas nacionales, entre ellas María, se reunieron en el tapiz para rendirle tributo durante el Euskalgym. El evento tuvo lugar ante 8.500 asistentes en el Bilbao Exhibition Centre de Baracaldo y fue seguido además de una cena homenaje en su honor.

## Equipamientos
| Período      | Proveedor |
| ------------ | --------- |
| 1988         | Arena     |
| 1988 (JJ.OO) | Adidas    |

## Música de los ejercicios
| Año  | Aparatos | Música                                                                  |
| ---- | -------- | ----------------------------------------------------------------------- |
| 1987 | Cinta    | Bolero de Maurice Ravel.                                                |
| 1988 | Mazas    | Tango «A media luz» de Edgardo Donato y Carlos César Lenzi.             |
| 1988 | Aro      | «Summertime», perteneciente a la ópera Porgy y Bess de George Gershwin. |

## Palmarés deportivo

### Selección española
| 1986 - Campeonato de Europa de Florencia 24º puesto en concurso general 1987 - Campeonato del Mundo de Varna 18.º puesto en concurso general 1988 - Campeonato de Europa de Helsinki 11.º puesto en concurso general 6.º puesto en cinta - Juegos Olímpicos de Seúl 1988 16.º puesto en preliminares 20.º puesto en final |

## Premios, reconocimientos y distinciones
- Mujer del Año, otorgado por el Casino de la Unión (2009)[7]
- Premio Matahombres de Oro, otorgado en las fiestas de Santa Águeda de Zamarramala (2016)[3][9]

### Otros honores
- El «Pabellón María Martín» de Segovia fue bautizado así en su honor el 15 de febrero de 2008.[4][5][6]